# Gunnar Nelson
Gunnar Lúðvík Nelson (ur. 28 lipca 1988 w Akureyri) – islandzki karateka, judoka oraz zawodnik mieszanych sztuk walki (MMA), submission fightingu, a także brazylijskie jiu-jitsu. Wicemistrz świata IBJJF oraz dwukrotny złoty medalista mistrzostw panamerykańskich w BJJ z 2009. Od 2012 związany z federacją największą federacją MMA na świecie - UFC. Posiadacz czarnego pasa w BJJ oraz gōjū-ryū karate.

## Kariera sportowa
Od 13 roku życia trenuje karate (Gōjū-ryū), a od 17 brazylijskie jiu-jitsu. Jest wielokrotnym krajowym medalistą w obu sztukach walki. 29 marca 2009 zdobył złoty medal na mistrzostwach panamerykańskich w kategorii średniej (brązowe pasy). 6 czerwca zdobył srebro na mistrzostwach świata IBJJF (brązowe pasy), natomiast 3 października na kolejnych mistrzostwach panamerykańskich (no-gi) zajął 1. miejsce w kategorii średniej (czarne pasy) oraz 2. miejsce w kat. otwartej.
27 września 2009 podczas VIII Mistrzostwa Świata ADCC zajął 4. miejsce w kat. absolutnej, przegrywając walkę o brąz z Viníciusem de Magalhãesem.

## Kariera MMA

### Wczesna kariera
W mieszanych sztukach walki zadebiutował 5 maja 2007, remisując z Johnem Olesenem. Z bilansem 9 zwycięstw i jednego remisu w 2012 roku podpisał kontrakt z Ultimate Fighting Championship. 

### UFC
Od 2012 do 2014 wygrał cztery pojedynki w organizacji m.in. z Jorge Santiago, otrzymując dwukrotnie bonus finansowy za występ wieczoru. 
4 października 2014 na UFC Fight Night: Nelson vs. Story zanotował pierwszą porażkę w karierze, ulegając niejednogłośnie na punkty Rickiemu Story. 
11 lipca 2015 na gali UFC 189 poddał duszeniem zza pleców w pierwszej rundzie Brandona Thatcha.
Na gali UFC 286, która odbyła się 18 marca 2023 w Londynie, zmierzył się z Bryanem Barbereną, który wszedł na zastępstwo za Daniela Rodrigueza. Nelson wygrał walkę przez poddanie w pierwszej rundzie za pomocą balachy. Za to zwycięstwo otrzymał bonus za występ wieczoru.
Po dwuletniej przerwie w walkach Nelson zmierzył z Kevinem Hollandem 22 marca 2025 na gali UFC Fight Night 255. Przegrał jednogłośnie na kartach punktowych.
Trzy miesiące później podczas UFC 318, która odbędzie się 19 lipca 2025 w Nowym Orleanie zawalczy z Neilem Magnym.

## Osiągnięcia[15]

### Brazylijskie jiu-jitsu
- IBJJF:
  - 2009: Mistrzostwa Panamerykańskie w jiu-jitsu - 1. miejsce w kat. średniej (brązowe pasy)
  - 2009: Mistrzostwa Świata w jiu-jitsu - 2. miejsce w kat. średniej (brązowe pasy)
  - 2009: Mistrzostwa Panamerykańskie No-Gi w jiu-jitsu - 1. miejsce w kat. średniej oraz 2. miejsce w kat. open (czarne pasy)
- Inne:
  - 11-krotny zwycięzca zawodów Mjölnir Open
  - 2008: Hawaiian Open Championship - 1. miejsce w kat. 80 kg
  - 2008: Great Britain Grappling Open National Championship - 1. miejsce w kat. 80 kg
  - 2008: North American Grappling Championship (NAGA) - 1. miejsce oraz 2. miejsce
  - 2009: New York International Open Jiu-Jitsu Championship - 1. miejsce w kat. średniej oraz 3. miejsce w kat. open
  - 2009: Scandinavian Open BJJ - 2. miejsce w kat. 88 kg
  - 2009: Icelandic Brazilian Jiu Jitsu Championship - 1. miejsce w kat. 81 kg oraz 1. miejsce w kat. open
  - 2010: Grapplers Quest Beast of the East - 1. miejsce
  - 2010: Icelandic Brazilian Jiu Jitsu Championship - 1. miejsce w kat. 82 kg oraz 1. miejsce w kat. open

### Karate
- 2003: Reykjavik Juvenile Kumite Championship - 2. miejsce
- 2003: Icelandic Juvenile Kumite Championship - 1. miejsce
- 2004: KAI Kumite Cup tournament - 3. miejsce w kat. 74 kg
- 2004: Goju-Ryu Kata Juvenile Championship - 2. miejsce
- 2004: Goju-Ryu Kumite Juvenile Championship - 1. miejsce
- 2004: KAI Kumite Cup tournament - 3. miejsce w kat. 74 kg
- 2004: Icelandic Juvenile Kumite Championship - 1. miejsce
- 2004: Icelandic Kumite Team Championship - 3. miejsce
- 2004: Icelandic Kumite Championship - 3. miejsce w kat. 65 kg
- 2004: Reykjavik Kata Championship - 2. miejsce
- 2004: Reykjavik Kumite Championship - 2. miejsce w kat. 70 kg
- 2004: Reykjavik Juvenile Kata Championship - 2. miejsce
- 2004: Reykjavik Juvenile Kumite Championship - 1. miejsce
- 2005: KAI Kumite Cup tournament - 3. miejsce w kat 74 kg
- 2005: KAI Kumite Cup tournament - 1. miejsce w kat. 74 kg
- 2005: Icelandic Juvenile Kumite Championship - 1. miejsce

### Judo
- 2006: Icelandic Judo Championship - 3. miejsce w kat. 73 kg
- 2006: Judo Championship - 3. miejsce w kat. 81 kg
- 2011: Icelandic Judo Championship - 3. miejsce w kat. 81 kg oraz 5. miejsce w kat. open

### Mieszane sztuki walki
- UFC
  - Bonus za występ wieczoru (pięć razy) vs. Omari Achmiedow (2014)[4],  Zak Cummings (2014)[5], Albiert Tumienow (2016)[16],  Alan Jouban (2017)[17],  Bryan Barberena (2023)[18]

## Lista walk w MMA
| Wynik     | Bilans | Przeciwnik (bilans przed walką) | Rozstrzygnięcie                             | Runda | Czas | Rozgrywki                                 | Data       | Miejsce     | Uwagi                                                            |
| --------- | ------ | ------------------------------- | ------------------------------------------- | ----- | ---- | ----------------------------------------- | ---------- | ----------- | ---------------------------------------------------------------- |
|           |        | Neil Magny (29-13)              |                                             |       |      | UFC 318                                   | 19.07.2025 | Nowy Orlean |                                                                  |
| Przegrana | 19-6-1 | Kevin Holland (26-13. 1 NC)     | Decyzja (jednogłośna)                       | 3     | 5:00 | UFC Fight Night: Edwards vs. Brady        | 22.03.2025 | Londyn      |                                                                  |
| Wygrana   | 19-5-1 | Bryan Barberena (18-9)          | Poddanie (dźwignia prosta na staw łokciowy) | 1     | 4:51 | UFC 286                                   | 18.03.2023 | Londyn      | Bonus za występ wieczoru.                                        |
| Wygrana   | 18-5-1 | Takashi Sato (16-4)             | Decyzja (jednogłośna)                       | 3     | 5:00 | UFC Fight Night: Aspinall vs. Blaydes     | 23.07.2022 | Londyn      |                                                                  |
| Przegrana | 17-5-1 | Gilbert Burns (16-3)            | Decyzja (jednogłośna)                       | 3     | 5:00 | UFC Fight Night: Hermansson vs. Cannonier | 28.09.2019 | Kopenhaga   |                                                                  |
| Przegrana | 17-4-1 | Leon Edwards (16-3)             | Decyzja (niejednogłośna)                    | 3     | 5:00 | UFC on ESPN+ 5: Till vs. Masvidal         | 16.03.2019 | Londyn      | Co-Main Event                                                    |
| Wygrana   | 17-3-1 | Alex Oliveira (20-5-1)          | Poddanie (duszenie zza pleców)              | 2     | 4:17 | UFC 231                                   | 08.12.2018 | Toronto     |                                                                  |
| Przegrana | 16-3-1 | Santiago Ponzinibbio (24-3)     | KO (ciosy pięściami)                        | 1     | 1:22 | UFC Fight Night: Nelson vs. Ponzinibbio   | 16.07.2017 | Glasgow     | Main Event                                                       |
| Wygrana   | 16-2-1 | Alan Jouban (15-4)              | Poddanie (duszenie gilotynowe)              | 2     | 0:46 | UFC Fight Night: Manuwa vs. Anderson      | 18.03.2017 | Londyn      | Bonus za występ wieczoru. Co-Main Event                          |
| Wygrana   | 15-2-1 | Albiert Tumienow (17-2)         | Poddanie (naciskówka na szczękę)            | 2     | 3:15 | UFC Fight Night: Overeem vs. Arlovski     | 08.05.2016 | Rotterdam   | Bonus za występ wieczoru.                                        |
| Przegrana | 14-2-1 | Demian Maia (21-6)              | Decyzja (jednogłośna)                       | 3     | 5:00 | UFC 194                                   | 12.12.2015 | Las Vegas   |                                                                  |
| Wygrana   | 14-1-1 | Brandon Thatch (11-2)           | Poddanie (duszenie zza pleców)              | 1     | 2:54 | UFC 189                                   | 11.07.2015 | Las Vegas   |                                                                  |
| Przegrana | 13-1-1 | Rick Story (17-8)               | Decyzja (niejednogłośna)                    | 3     | 5:00 | UFC Fight Night: Nelson vs. Story         | 04.10.2014 | Sztokholm   |                                                                  |
| Wygrana   | 13-0-1 | Zak Cummings (17-3)             | Poddanie (duszenie zza pleców)              | 2     | 4:48 | UFC Fight Night: McGregor vs. Brandão     | 19.07.2014 | Dublin      | Bonus za występ wieczoru.                                        |
| Wygrana   | 12-0-1 | Omari Achmiedow (13-1)          | Poddanie (duszenie zza pleców)              | 1     | 4:36 | UFC Fight Night: Gustafsson vs. Manuwa    | 08.03.2014 | Londyn      | Bonus za występ wieczoru.                                        |
| Wygrana   | 11-0-1 | Jorge Santiago (25-10)          | Decyzja (jednogłośna)                       | 3     | 5:00 | UFC on Fuel TV: Barão vs. McDonald        | 16.02.2013 | Londyn      |                                                                  |
| Wygrana   | 10-0-1 | DaMarques Johnson (16-11)       | Poddanie (duszenie zza pleców)              | 1     | 3:34 | UFC on Fuel TV: Struve vs. Miocic         | 29.09.2012 | Nottingham  | Debiut w UFC. Limit umowny do 79,4 kg. Johnson nie wykonał wagi. |
| Wygrana   | 9-0-1  | Alexander Butenko (17-5)        | Poddanie (balacha)                          | 1     | 4:21 | Cage Contender 12                         | 25.02.2012 | Dublin      |                                                                  |
| Wygrana   | 8-0-1  | Eugene Fadiora (9-0)            | Poddanie (naciskówka na szczękę)            | 1     | 3:51 | BAMMA 4                                   | 25.09.2010 | Birmingham  |                                                                  |
| Wygrana   | 7-0-1  | Danny Mitchell (8-1)            | Poddanie (duszenie zza pleców)              | 1     | 2:51 | Cage Contender 6                          | 28.08.2010 | Manchester  |                                                                  |
| Wygrana   | 6-0-1  | Sam Elsdon (1-0)                | Poddanie (duszenie zza pleców)              | 1     | 2:30 | BAMMA 2                                   | 13.02.2010 | Londyn      |                                                                  |
| Wygrana   | 5-0-1  | Iran Mascarenhas (0-3)          | KO (cios pięścią)                           | 2     | 3:22 | Adrenaline 3: Evolution                   | 06.09.2008 | Kopenhaga   |                                                                  |
| Wygrana   | 4-0-1  | Barry Mairs (0-0)               | TKO (ciosy pięściami)                       | 1     | 3:38 | Angrrr Management 14: Ready for War       | 09.12.2007 | Londyn      |                                                                  |
| Wygrana   | 3-0-1  | Niek Tromp (5-1-1)              | TKO (ciosy pięściami)                       | 1     | 1:50 | Cage of Truth 1: Battle on the Bay        | 24.11.2007 | Dublin      |                                                                  |
| Wygrana   | 2-0-1  | Adam Slawinski (0-0)            | TKO (ciosy pięściami)                       | 1     | 2:30 | Ultimate Fighting Revolution 10           | 06.10.2007 | Galway      |                                                                  |
| Wygrana   | 1-0-1  | Driss El Bakara (1-1-1)         | Poddanie (balacha)                          | 1     | 3:46 | Cage Rage Contenders: Dynamite            | 29.09.2007 | Dublin      |                                                                  |
| Remis     | 0-0-1  | John Olesen (0-0)               | Remis (niejednogłośny)                      | 3     | 5:00 | Adrenaline Sports tournament              | 05.05.2007 | Kopenhaga   |                                                                  |